# Zeta Phoenicis
Zeta Phoenicis (ζ Phoenicis) é um sistema estelar múltiplo na constelação de Phoenix, formado por pelo menos quatro estrelas. O componente primário é uma binária eclipsante consistindo de duas estrelas de classe B próximas, que completam uma órbita em apenas 1,67 dias. Duas companheiras visuais, de classes A e F, foram identificadas a separações de 0,5 e 6,4 segundos de arco do par principal, a primeira possuindo uma órbita conhecida. O sistema tem uma magnitude aparente visual combinada de 3,91, podendo diminuir para até 4,42 durante o eclipse primário, o suficiente para ser diferenciado a olho nu. A partir de sua luminosidade, estima-se que o sistema esteja a aproximadamente 270 anos-luz (85 parsecs) da Terra.

## Binária eclipsante
O componente primário do sistema é uma binária eclipsante do tipo Algol, em uma órbita com período de 1,6698 dias e inclinação de 87,8°. O eclipse primário é anular e acontece quando a estrela secundária passa na frente da primária, enquanto o eclipse secundário é total e acontece quando a estrela secundária é ocultada pela primária; cada eclipse tem aproximadamente 5 horas de duração. A magnitude aparente do sistema cai para até 4,42 durante os eclipses primários, e até 4,22 durante os eclipses secundários. O eclipse secundário não ocorre exatamente na metade do período entre dois eclipses primários (fase 0,5), o que é evidência de uma órbita levemente excêntrica. A excentricidade é estimada em 0,011, e da variação dos momentos de mínimo dos eclipses calcula-se uma taxa de precessão apsidal de 0,028° por órbita, o equivalente a um período de precessão de 58,5 anos.
A estrela é também uma binária espectroscópica de linha dupla, o que significa que são observadas as linhas espectrais de ambas as estrelas, que variam pelo efeito Doppler ao longo da órbita do par. A combinação de dados espectroscópicos e fotométricos permite a determinação direta dos parâmetros da estrelas com alta precisão. Em especial, a massa e o raio das estrelas são conhecidos com incerteza de apenas 1%. A estrela primária tem uma massa de 3,92 vezes a massa solar e um raio de 2,85 vezes o raio solar, enquanto a secundária tem 2,55 vezes a massa solar e 1,85 vezes o raio solar. As temperaturas e luminosidades são mais incertas, pois não são medidas diretamente; é estimado que a primária e secundária tenham, respectivamente, temperaturas efetivas de 14 400 e 12 000 K e luminosidades de 310 e 64 vezes a solar.
As duas estrelas são estrelas de classe B da sequência principal, sendo classificadas com tipos espectrais de B6V e B8V. Elas estão separadas por apenas 0,05 UA, o suficiente para que tenham evoluído como se fossem isoladas, sem transferência de matéria. O sistema não possui uma metalicidade conhecida, o que dificulta a comparação com modelos teóricos de evolução estelar; assumindo metalicidade solar, uma idade aproximada de 50 milhões de anos foi estimada. Com velocidades de rotação de 85 e 75 km/s, a estrela primária apresenta rotação sincronizada, mas a secundária parece estar girando rápido demais, o que é inesperado dada a idade do sistema. No futuro, quando a estrela primária evoluir para uma gigante, ela preencherá seu lóbulo de Roche e começará a transferir matéria para a secundária, formando uma binária de contato.

## Companheiras visuais
A binária eclipsante possui duas companheiras visuais, que possuem magnitudes aparentes de 7,0 e 8,0 e estão separadas do par principal por 0,5 e 6,4 segundos de arco. Elas são conhecidas, respectivamente, pelos códigos RST 1205 B e RMK 2 B. A estrela mais próxima é uma estrela de classe A da sequência principal com um tipo espectral de A7V. Sua órbita é conhecida por observações visuais e pelo efeito na luz da binária eclipsante, tendo um período de 220 anos, semieixo maior de 74 UA, e excentricidade de 0,37. Da órbita, uma massa dinâmica de 1,73 ± 0,26 massas solares é calculada, consistente com o tipo espectral. A estrela mais afastada é uma estrela de classe F da sequência principal com um tipo espectral estimado de F1V ou F3V, e seu período orbital é estimado em 5000 anos.
| Período                    | 220,9 ± 3,5 anos  |
| Excentricidade             | 0,366 ± 0,082     |
| Argumento do periastro     | 97,1 ± 2,2°       |
| Inclinação                 | 64,4 ± 3,0°       |
| Longitude do nó ascendente | 33,5 ± 4,9°       |
| Semieixo maior             | 859,5 ± 137,2 mas |

Nos catálogos da sonda Gaia, a binária eclipsante junto com a companheira a 0,6" são consideradas um objeto único, e a companheira mais afastada é diferenciada a uma separação de 6,7 segundos de arco. Outras duas estrelas, a separações de 191 e 217 segundos de arco, possuem paralaxe e movimento próprio similares aos do sistema, indicando que podem ser fisicamente associadas. Elas possuem magnitudes aparentes de 15,8 e 15,0 (banda G) e temperaturas efetivas estimadas de 4 600 e 3 800 K.
| Identificador       | Separação (arcsec) | Paralaxe (mas)   | Movimento próprio RA (mas) | Movimento próprio DEC (mas) | Magnitude G |
| ------------------- | ------------------ | ---------------- | -------------------------- | --------------------------- | ----------- |
| 4913847589156808960 | 0                  | 11,2080 ± 0,3468 | 20,375 ± 0,273             | 31,739 ± 0,399              | 4,032716    |
| 4913847589156809088 | 6,748              | 12,1895 ± 0,2299 | 17,667 ± 0,186             | 23,973 ± 0,278              | 8,021059    |
| 4913847073760793088 | 190,837            | 11,5404 ± 0,0315 | 19,845 ± 0,029             | 25,691 ± 0,036              | 15,770515   |
| 4913842778793439360 | 217,367            | 11,5887 ± 0,0241 | 18,164 ± 0,022             | 26,423 ± 0,027              | 14,983404   |

## Nomenclatura
Não há consenso sobre a nomenclatura de cada componente do sistema. No Catálogo de Estrelas Duplas Washington e no Catálogo de Estrelas Múltiplas de A. Tokovinin, a binária eclipsante é desisgnada de componente A (primária Aa e secundária Ab), e as companheiras visuais são os componentes B e C. Em outras publicações a binária eclipsante é formada pelos componentes A e B, e as companheiras visuais são identificadas pelos códigos RST 1205 B e RMK 2 B.
Em 2016, a União Astronômica Internacional organizou um grupo para catalogar e padronizar nomes próprios estelares; em 17 de novembro de 2017, foi aprovado o nome Wurren para a estrela primária do sistema. O nome tem origem na cultura do povo aborígene Wardaman, do norte da Austrália, e nesse contexto significa "peixe pequeno", fazendo referência à estrela adjacente Achernar, que representa um rio.